# Iglesia de Nuestra Señora de la Paz (Pamplona)
La Iglesia de Nuestra Señora de la Paz es un templo católico situado en Pamplona. La iglesia actual, inaugurada en 1974, pertenece a la Archidiócesis de Pamplona y Tudela. 

## Ubicación
La Iglesia de Nuestra Señora de La Paz se encuentra situada entre la vuelta del Castillo, la travesía de los Glacis y Monasterio de Urdax, en el barrio pamplonés de Iturrama. 

## Historia
El 23 de junio de 1974, el entonces obispo de Pamplona, José Méndez Asensio inauguró la parroquia de Nuestra Señora de La Paz. Los arquitectos Javier Lahuerta y Luis Antonio Gómara diseñaron el edificio en un solar que era propiedad de los religiosos, que en ese momento, atendían el colegio de los Agustinos, en el polígono al que dieron nombre, en Berriozar. Se acordó una especie de permuta, la comunidad de religiosos cedieron el terreno y el constructor Flores hizo la iglesia, los despachos y la vivienda.
La parroquia fue encomendada a la Comunidad de Agustinos Recoletos que se han hecho cargo desde entonces de la labor pastoral. Durante los primeros cincuenta años de historia del templo (1974-2024) se han celebrado 1344 bautizos, 1186 primeras comuniones, 1815 confirmaciones, 246 matrimonios y 730 funerales.
Con motivo de su L Aniversario, el 22 de junio de 2024, el arzobispo de Pamplona, Florenció Roselló presidió una Solemne Eucaristía, en la que intervino la Capilla de Música de la Catedral de Pamplona.

## Advocación de Nuestra Señora de La Paz
La decisión de elegir la advocación de Nuestra Señora de La Paz para esta parroquia del barrio de Iturrama, se produjo por varios motivos: 1. En recuerdo a la Basílica de La Paz, en Hipona —actual Annaba, en Argelia—, regentada por san Agustín durante 35 años; 2. En recuerdo del primer convento de Agustinos Recoletos, erigido bajo la advocación de la Virgen de la Paz, en la localidad toledana de Talavera de la Reina (1588); 3. Por el deseo de paz de ese momento, en plena guerra fría (1962-1979).

## El templo

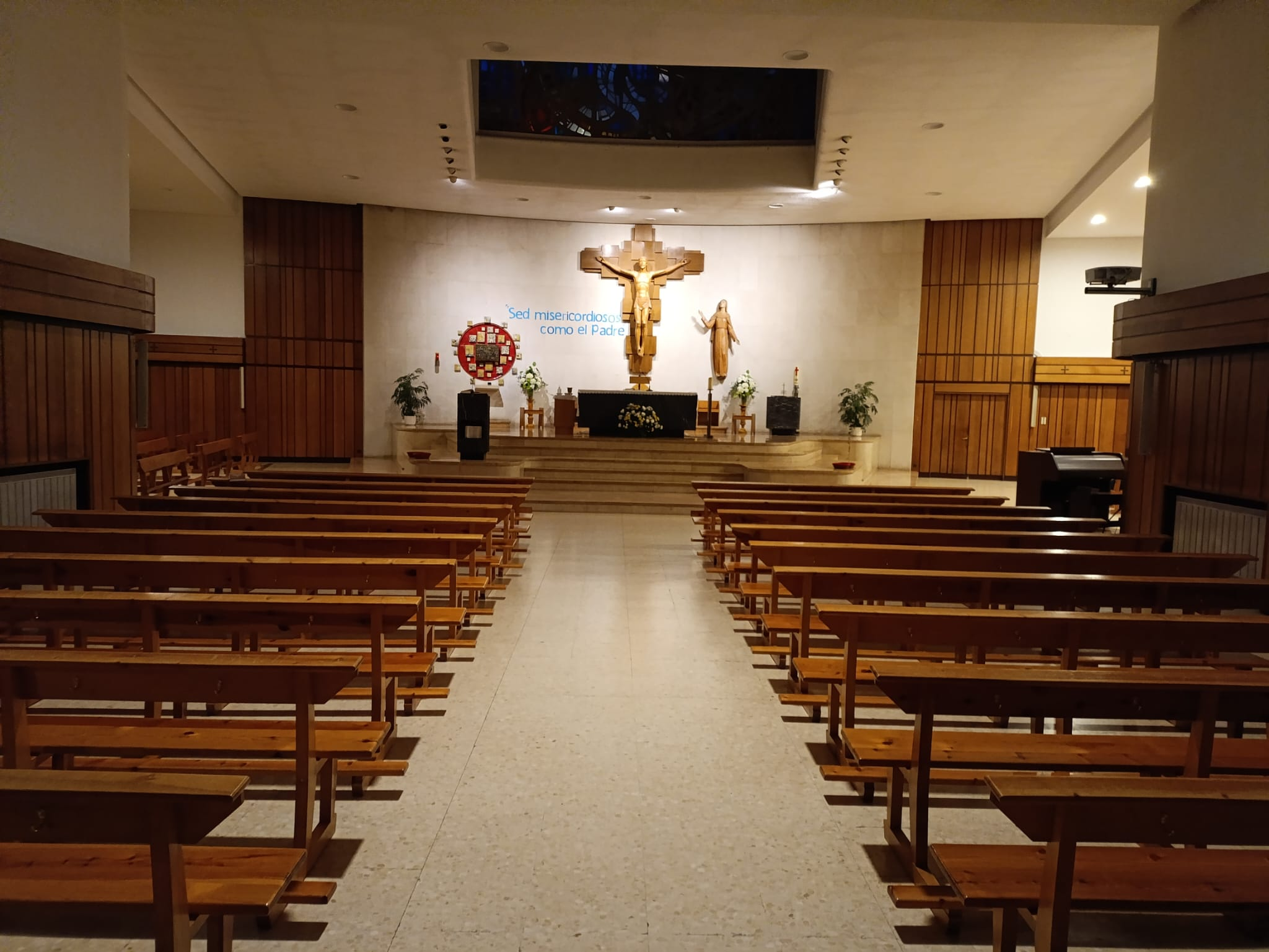
Nave principal de la Iglesia de Nuestra Señora de la Paz (Pamplona)

El templo está presidido por el Cristo del Perdón, una talla realizada por Ramon Sahí. La figura representa el momento en el que Jesús, desde la Cruz, se dirige al Padre para suplicar el perdónpor toda la humanidad. En la parte inferior de la Cruz, se encuentra, en segundo plano, la talla de Nuestra Señora de La Paz, la titular del templo. María dirige la mirada y una mano hacia su Hijo, mientras que con la otra mano señala la fuente bautismal.
En las vitrinas aparecen varios motivos alusivos a la paz. Todos ellos, además de las imágenes, el altar, el ambón y el baptisterio son obra de artistas de la empresa catalana Riera Raventós.

## Servicios
Es una de las iglesias más populares del barrio y ofrece las siguientes misas semanales:
- lunes a viernes: 8.00 – 12.00 – 20.00 horas
- sábados: 20.00 horas
- domingos y festivos: 09:00 h. – 11:00 h. (excepto julio y agosto) – 12:00 h.– 13:00 h. – 20:00 h.

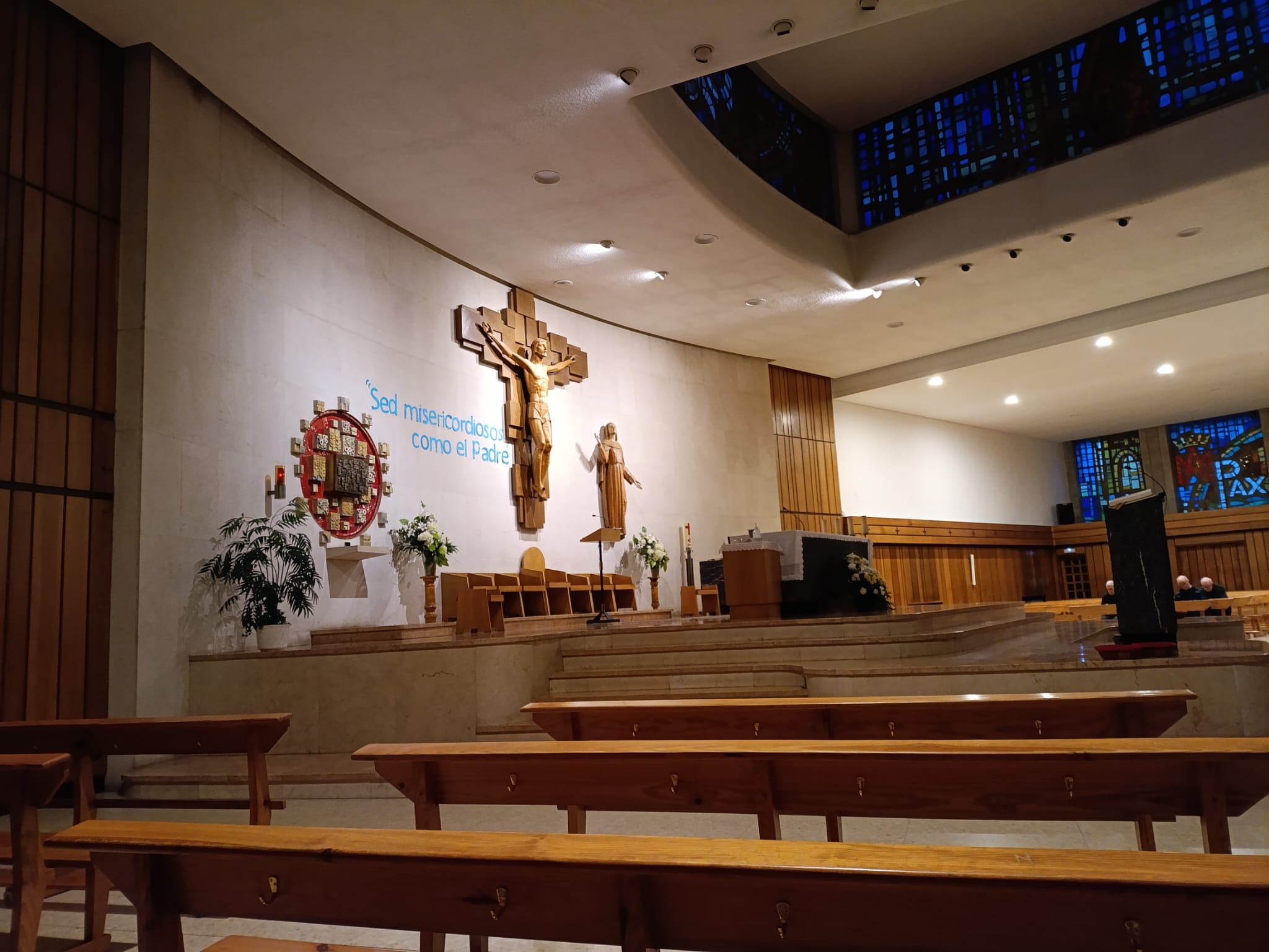
Presbiterio de la Iglesia

La parroquia atiende diversos grupos de catequesis, grupo juvenil, grupo de matrimonio, grupos de fe; grupos de atención a mayores y enfermos; Adoración Noctura; y coro. En 1976 se creó un grupo Scout, que tiene trescientos miembros entre niños, jóvenes y monitores. El grupo se ha consolidado y continúa formando a jóvenes , asumiendo la dimensión transcendente de la persona, en un línea de progresivo crecimiento en la fe y en las prácticas religiosas.